# Sphaerion lentiginosum
Sphaerion lentiginosum là một loài bọ cánh cứng trong họ Cerambycidae.